# Epiphragma (Epiphragma) kempi
Epiphragma (Epiphragma) kempi is een tweevleugelige uit de familie steltmuggen (Limoniidae). De soort komt voor in het Oriëntaals gebied.